# Реньо де Сен-Жан д’Анжели, Мишель Луи Этьен
Мишель Луи Этьен, граф Реньо де Сен-Жан д’Анжели (фр. Michel-Louis-Étienne Regnaud de Saint-Jean d'Angély; 3 ноября 1760, Сен-Фаржо — 19 марта 1819, Париж) — французский публицист и государственный деятель.

## Биография
Был составителем наказа от третьего сословия своего округа. Во время революции был деятельным сотрудником «Journal de Paris». Сделавшись сторонником Наполеона, после 18 брюмера был назначен членом государственного совета и служил в сенате обычным докладчиком и выразителем желаний правительства. Граф Империи.
Возвращение Бурбонов заставило его удалиться в Америку. Воспользовавшись амнистией 1819 г., он умер в день возвращения в Париж, от волнения.
Его сын, Огюст Реньо де Сен-Жан д’Анжели, был маршалом Франции.

## Образ в кино
- «Наполеон: путь к вершине» (Франция, Италия, 1955) — актёр Жан-Пьер Омон